# Narty (Łódź)
Pour les articles homonymes, voir Narty.
Narty est une localité polonaise de la gmina de Biała Rawska, située dans le powiat de Rawa Mazowiecka en voïvodie de Łódź.